# شرايين سباتية طبلية
شرايين سباتية طبلية (بالإنجليزية: Caroticotympanic arteries)‏‏ هو شريان يتفرعُ من شريان سباتي باطن.